# Tachty
Tachty este o comună slovacă, aflată în districtul Rimavská Sobota din regiunea Banská Bystrica. Localitatea se află la altitudinea de 272 m deasupra n.m., se întinde pe o suprafață de 7,83 km2 și în 2017 număra 543 de locuitori.

## Istoric
Localitatea Tachty este atestată documentar din 1399.

## Demografie
| An:                | 1994 | 2004   | 2014   | 2024   |
| ------------------ | ---- | ------ | ------ | ------ |
| Număr de persoane: | 605  | 556    | 533    | 543    |
| Diferență:         |      | −8,09% | −4,13% | +1,87% |

| An:                | 2023 | 2024   |
| ------------------ | ---- | ------ |
| Număr de persoane: | 541  | 543    |
| Diferență:         |      | +0,36% |